# Bembras megacephala
Bembras megacephala är en fiskart som beskrevs av Imamura och Knapp, 1998. Bembras megacephala ingår i släktet Bembras och familjen Bembridae. Inga underarter finns listade.